# Shake Your Money Maker
Az 1990-es Shake Your Money Maker a The Black Crowes debütáló nagylemeze. Ez az egyetlen albumuk, amelyen szerepel Jeff Cease gitáros. Címét egy Elmore James-dalról kapta. Bár a dalt többször előadták, a lemezen nem szerepel.
A Billboard 200-on a 4. helyig jutott, két kislemeze (Hard to Handle, She Talks to Angels) number 1 lett a Mainstream Rock Tracks listán. A Jealous Again, Twice As Hard és a Seeing Things is szerepeltek a listákon.
Az album szerepel az 1001 lemez, amit hallanod kell, mielőtt meghalsz című könyvben.

## Az album dalai
|     | Cím                                   | Szerző(k)                                  | Hossz |
| --- | ------------------------------------- | ------------------------------------------ | ----- |
| 1.  | Twice As Hard                         | Chris Robinson, Rich Robinson              | 4:09  |
| 2.  | Jealous Again                         | Robinson, Robinson                         | 4:35  |
| 3.  | Sister Luck                           | Robinson, Robinson                         | 5:13  |
| 4.  | Could I'Ve Been So Blind              | Robinson, Robinson                         | 3:44  |
| 5.  | Seeing Things                         | Robinson, Robinson                         | 5:18  |
| 6.  | Hard to Handle                        | Allen Jones, Alvertis Isbell, Otis Redding | 3:08  |
| 7.  | Thick n' Thin                         | Robinson, Robinson                         | 2:44  |
| 8.  | She Talks to Angels                   | Robinson, Robinson                         | 5:29  |
| 9.  | Struttin' Blues                       | Robinson, Robinson                         | 4:09  |
| 10. | Stare It Cold                         | Robinson, Robinson                         | 5:13  |
| 11. | Live Too Fast Blues/Mercy, Sweet Moan | Robinson, Robinson                         | 1:17  |

## Közreműködők
- Chris Robinson – ének
- Rich Robinson – gitár
- Jeff Cease – gitár
- Johnny Colt – basszusgitár
- Steve Gorman – dob

### További zenészek
- Chuck Leavell – zongora, orgona
- Brendan O'Brien – "a potpourri of instruments"
- Laura Creamer – háttérvokál

### Produkció
- George Drakoulias – producer
- David Bianco – újrakeverés
- Brendan O'Brien – hangmérnök
- Lee Manning – hangmérnökasszisztens, keverés
- Rick Rubin – executive producer (a borítóra csak a lemez sikere után került fel a neve)
- Kevin Shirley – keverés
- Michael Lavine – fényképek
- Ruth Leitman – fényképek, borítókép
- Greg Fulginiti, Leon Zervos – mastering
- Pete Angelus – személyi menedzser
- Alan Forbes – művészi munka, művészi vezető, design
- Tag George – hangmérnökasszisztens

## Fordítás
Ez a szócikk részben vagy egészben a Shake Your Money Maker (album) című angol Wikipédia-szócikk ezen változatának fordításán alapul.  Az eredeti cikk szerkesztőit annak laptörténete sorolja fel. Ez a jelzés csupán a megfogalmazás eredetét és a szerzői jogokat jelzi, nem szolgál a cikkben szereplő információk forrásmegjelöléseként.